# Brunost

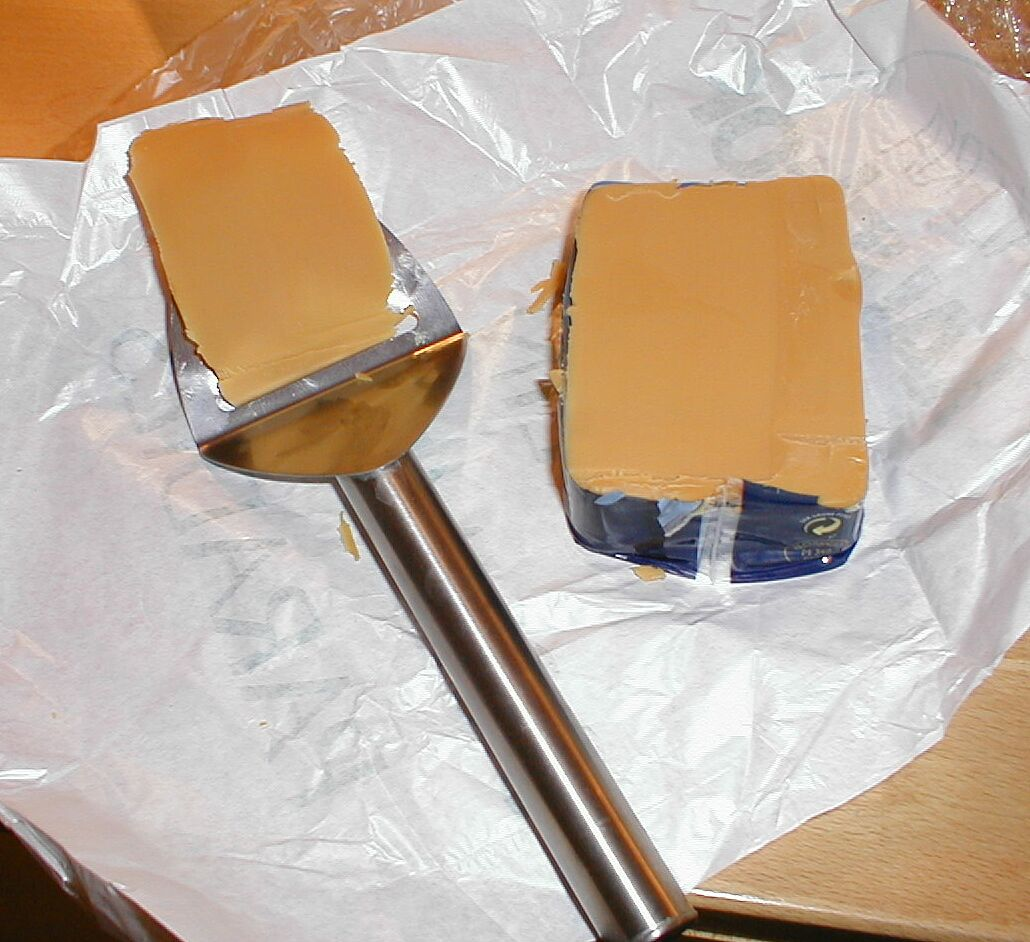
Brunost feliată

Brunost (norvegiană), mesost (suedeză), mysuostur (islandeză), myseost (daneză) sau Braunkäse (germană) este un sortiment de brânză brună caramelizată de origine scandinavă. Are consistență semidură deoarece un ingredient de bază este zerul. 
Numele din germană și norvegiană înseamnă „brânză brună”, iar celelalte pur și simplu înseamnă „brânză din zer”. Altă varietate, dar care folosește lapte de capră este cunoscută și vândută sub numele de geitost (ceea ce pe norvegiană înseamnă „brânză de capră”) sau ca gjetost (o ortografiere mai veche). Geitost este fabricată dintr-un amestec de zer și lapte de vacă și zer și lapte de capră, iar ekte gjetost (gjetost autentică) este fabricat doar din zer și lapte de capră.